# Wybo Veldman
Gerard Wybo Veldman (* 21. Oktober 1946 in Padang, Sumatra) ist ein ehemaliger neuseeländischer Ruderer, der 1972 Olympiasieger im Achter wurde.

## Leben und Karriere
Veldman wurde als Sohn niederländischer Eltern im heutigen Indonesien geboren. Er startete für den Whakatane Rowing Club. Bei den Olympischen Spielen 1968 belegte er mit dem Achter den vierten Platz. Bei der Weltmeisterschaft 1970 in St. Catharines waren aus dem Achter von 1968 noch Gilbert Cawood, John Hunter und Wybo Veldman dabei. In der Besetzung Warren Cole, Wybo Veldman, Murray Watkinson, John Hunter, Dick Joyce, Dudley Storey, Gary Robertson, Gilbert Cawood und Steuermann Simon Dickie erkämpfte das von Rusty Robertson trainierte Boot den dritten Platz hinter den Booten aus der DDR und aus der Sowjetunion.
Nach einigen Umbesetzungen trat der Achter 1971 bei der Europameisterschaft in Kopenhagen in der Besetzung Tony Hurt, Wybo Veldman, Dick Joyce, John Hunter, Lindsay Wilson, Athol Earl, Trevor Coker, Gary Robertson und Simon Dickie an und gewann vor den Booten aus der DDR und der Sowjetunion.
Bei den Olympischen Spielen 1972 auf der Regattastrecke Oberschleißheim bei München gewann der neuseeländische Achter in der gleichen Besetzung wie 1971 in Kopenhagen seinen Vorlauf, unterlag aber im Halbfinale dem Deutschland-Achter. Offenbar hatten die Neuseeländer aber lediglich Kräfte gespart, denn im olympischen Finale siegte das neuseeländische Boot sicher vor den Booten aus den Vereinigten Staaten und der DDR, die Boote aus der Sowjetunion und aus der Bundesrepublik Deutschland blieben dahinter ohne Medaillen.